# Grecja na Letnich Igrzyskach Olimpijskich 1984
Grecję na Letnich Igrzyskach Olimpijskich 1984 w Los Angeles reprezentowało 63  zawodników: 59 mężczyzn i 4 kobiety. Był to 20. start reprezentacji Grecji na letnich igrzyskach olimpijskich.
Chorążym reprezentacji był Stelios Mijakis.

## Zdobyte medale
| Medal    | Zawodnik            | Dyscyplina | Konkurencja                               | Data       |
| -------- | ------------------- | ---------- | ----------------------------------------- | ---------- |
| · Srebro | Dimitrios Tanopulos | Zapasy     | Waga do 82 kg w stylu klasycznym mężczyzn | 3 sierpnia |
| · Brąz   | Bambis Cholidis     | Zapasy     | Waga do 57 kg w stylu klasycznym mężczyzn | 3 sierpnia |